# فريدريك ويلز
فريدريك ويلز (بالإنجليزية: Frederick Wills)‏ هو مصور أسترالي، ولد في 14 نوفمبر 1870 في ديفون في المملكة المتحدة، وتوفي في 8 أغسطس 1955.